# Shalë (Albanese plaats)
Shalë ([ʃal(ə)]; bepaalde vorm: Shala) was tot 2015 een gemeente (Albanees: komunë) in het Noordwest-Albanese stad (bashki) Shkodër, dat op zijn beurt deel uitmaakt van de gelijknamige prefectuur. Shalë telt 1804 inwoners (census 2011).
Shalë is de noordelijkste gemeente in haar district en ligt in zeer bergachtig gebied in de Albanese Alpen. De plaats is genoemd naar de rivier de Shalë, waarvan de bovenloop door het grondgebied stroomt, en die zuidelijker uitmondt in de Drin.

## Geografie
Shalë ligt goed 67 kilometer noordoostelijk van prefectuurshoofdstad Shkodër en een kleine 120 kilometer van Tirana. Naast het centrum, dat Nicaj-Shalë heet, behelst de gemeente Shalë nog tien andere dorpen:
| - Abat - Breg-Lum | - Gimaj - Lekaj | - Lotaj - Ndërhysaj | - Nen-Mavriq - Pecaj | - Theth - Vuksanaj |

Het plaatsje Theth is over heel Albanië bekend vanwege zijn bevalligheid en vanwege het Nationaal Park Theth, waarvan het het centrum vormt.